# Regering-De Burlet
De regering-De Burlet (26 maart 1894 - 25 februari 1896) was een Belgische katholieke regering. Ze volgde de regering-Beernaert op en werd opgevolgd door de regering-De Smet de Naeyer I.
Deze regering leidde de eerste poging van de Belgische staat om de Onafhankelijke Congostaat van koning Leopold II over te nemen. De koning aanvaardde in eerste instantie, maar slaagde er uiteindelijk in de regering te overtuigen om het recht op controle van de financiële activiteiten van België in Congo op te geven.
De regering ontwierp de wet van 12 september 1895 op de gemeenteverkiezingen, om het werk van de regering-Beernaert rond kiesrechthervorming verder te zetten.

## Samenstelling
De regering-De Burlet telde aanvankelijk zeven ministers.
| Ambtsbekleder                        | Ambtsbekleder                  | Ambtsbekleder                         | Functie                                           | Termijn                          | Partij            |
| ------------------------------------ | ------------------------------ | ------------------------------------- | ------------------------------------------------- | -------------------------------- | ----------------- |
|                                      |                                | Jules de Burlet (1844-1897)           | Minister Binnenlandse Zaken en Openbaar Onderwijs | 26 maart 1894 - 25 mei 1895      | Katholieke Partij |
| Minister Buitenlandse Zaken          | 25 mei 1895 - 25 februari 1896 | Jules de Burlet (1844-1897)           |                                                   |                                  | Katholieke Partij |
|                                      |                                | Paul de Smet de Naeyer (1843-1913)    | Minister Financiën                                | 26 maart 1894 - 25 februari 1896 | Katholieke Partij |
|                                      |                                | Henri de Merode-Westerloo (1856-1908) | Minister Buitenlandse Zaken                       | 26 maart 1894 - 25 mei 1895      | Katholieke Partij |
|                                      |                                | Victor Begerem (1853-1934)            | Minister Justitie                                 | 26 maart 1894 - 25 februari 1896 | Katholieke Partij |
|                                      |                                | Léon De Bruyn (1838-1908)             | Minister Landbouw, Nijverheid en Openbare Werken  | 26 maart 1894 - 25 mei 1895      | Katholieke Partij |
| Minister Landbouw en Openbare Werken | 25 mei 1895 - 25 februari 1896 | Léon De Bruyn (1838-1908)             |                                                   |                                  | Katholieke Partij |
|                                      |                                | Jacques Brassine (1830-1899)          | Minister Oorlog                                   | 26 maart 1894 - 25 februari 1896 | extraparlementair |
|                                      |                                | Jules Vandenpeereboom (1843-1917)     | Minister Spoorwegen, Posterijen en Telegrafen     | 26 maart 1894 - 25 februari 1896 | Katholieke Partij |
|                                      |                                | Frans Schollaert (1851-1917)          | Minister Binnenlandse Zaken en Openbaar Onderwijs | 25 mei 1895 - 25 februari 1896   | Katholieke Partij |
|                                      |                                | Albert Nyssens (1855-1901)            | Minister Nijverheid en Arbeid                     | 25 mei 1895 - 25 februari 1896   | Katholieke Partij |

### Herschikkingen
- Op 25 mei 1895 neemt minister van Buitenlandse Zaken Henri de Merode-Westerloo ontslag en wordt opgevolgd door Jules de Burlet. Hij wordt als minister van Binnenlandse Zaken vervangen door Frans Schollaert. Op dezelfde dag wordt Albert Nyssens minister van Nijverheid en Arbeid.